# بیرچدیل (مینه‌سوتا)
بیرچدیل (به انگلیسی: Birchdale) یک منطقهٔ مسکونی در ایالات متحده آمریکا است که در شهرستان کوچیچینگ واقع شده‌ است. بیرچدیل ۳۵۵٫۱ متر بالاتر از سطح دریا واقع شده‌ است.